# Свидное (Гомельская область)
Свидное (бел. Свіднае) — деревня в Ударненском сельсовете Лельчицкого района Гомельской области Беларуси.
На западе и юге граничит с лесом.

## География

### Расположение
В 30 км на северо-восток от Лельчиц, 25 км от железнодорожной станции Муляровка (на линии Лунинец — Калинковичи), 183 км от Гомеля.

### Гидрография
На востоке протока Старая Уборть. Рядом с населёнными пунктами Свидное и Замошье расположено водохранилище Свидное (река Убороть и отводимые с польдера «Замошье» воды).

## Транспортная сеть
На автодороге Лельчицы — Замошье. Планировка состоит из прямолинейной улицы, ориентированной с юго-запада на северо-восток и застроенной двусторонне деревянными крестьянскими усадьбами.

## История
Согласно письменным источникам известна с XIX века как селение в Буйновичской волости Мозырского уезда Минской губернии. В 1931 году организован колхоз «Просвет», работала кузница. Во время Великой Отечественной войны в июле 1943 года оккупанты сожгли деревню и убили 3 жителей. Освобождена 23 января 1944 года. Согласно переписи 1959 года в составе совхоза «Лельчицкий» (центр — деревня Краснобережье).

## Население

### Численность
- 2004 год — 28 хозяйств, 47 жителей.

### Динамика
- 1897 год — 9 дворов, 51 житель (согласно переписи).
- 1908 год — 21 двор, 125 жителей.
- 1921 год — 32 двора, 217 жителей.
- 1940 год — 48 дворов, 223 жителя.
- 1959 год — 275 жителей (согласно переписи).
- 2004 год — 28 хозяйств, 47 жителей.